# Szakcsi Rádió
A Szakcsi Rádió a Duna Médiaszolgáltató interneten elérhető rádiója, amely dzsesszt és dzsesszkoncert-felvételeket sugároz napi 24 órában. Névadója a 2022-ben elhunyt Szakcsi Lakatos Béla zongoraművész és zeneszerző. A rádió 2024. március 15-én kezdte meg tesztadását, április 30-án, a nemzetközi Jazznapon pedig elindult a hivatalos adás is.

## A rádió munkatársai
A rádió főszerkesztője Esztergályos Máté, zenei szerkesztői Csík Gabriella és Veisz Gábor, állomáshangja Harcsa Veronika. Kuratóriuma három tagból áll: Gőz László, a Budapest Music Center (BMC) vezetője, Bognár Attila, az A38 koncerthajó és kulturális központ vezetője, valamint Szarka Tamás zenész, zeneszerző.

## Műsorok
Jelenleg az alábbi műsorok hallhatóak a rádióban:
- Jazz Hajnal
- Jazz Reggel
- Jazz Délelőtt
- Jazz Délután
- Jazzkoncertek
- Jazzlabor
- Jazznapló
- A magyar jazz hangjai
- Impro - Jazz Café